# Linha 2 do Metrô de Lima
A Linha 2: Puerto de Callao ↔ Municipalidad de Ate é uma das linhas em construção do Metrô de Lima.